# Jean-Antoine Roucher

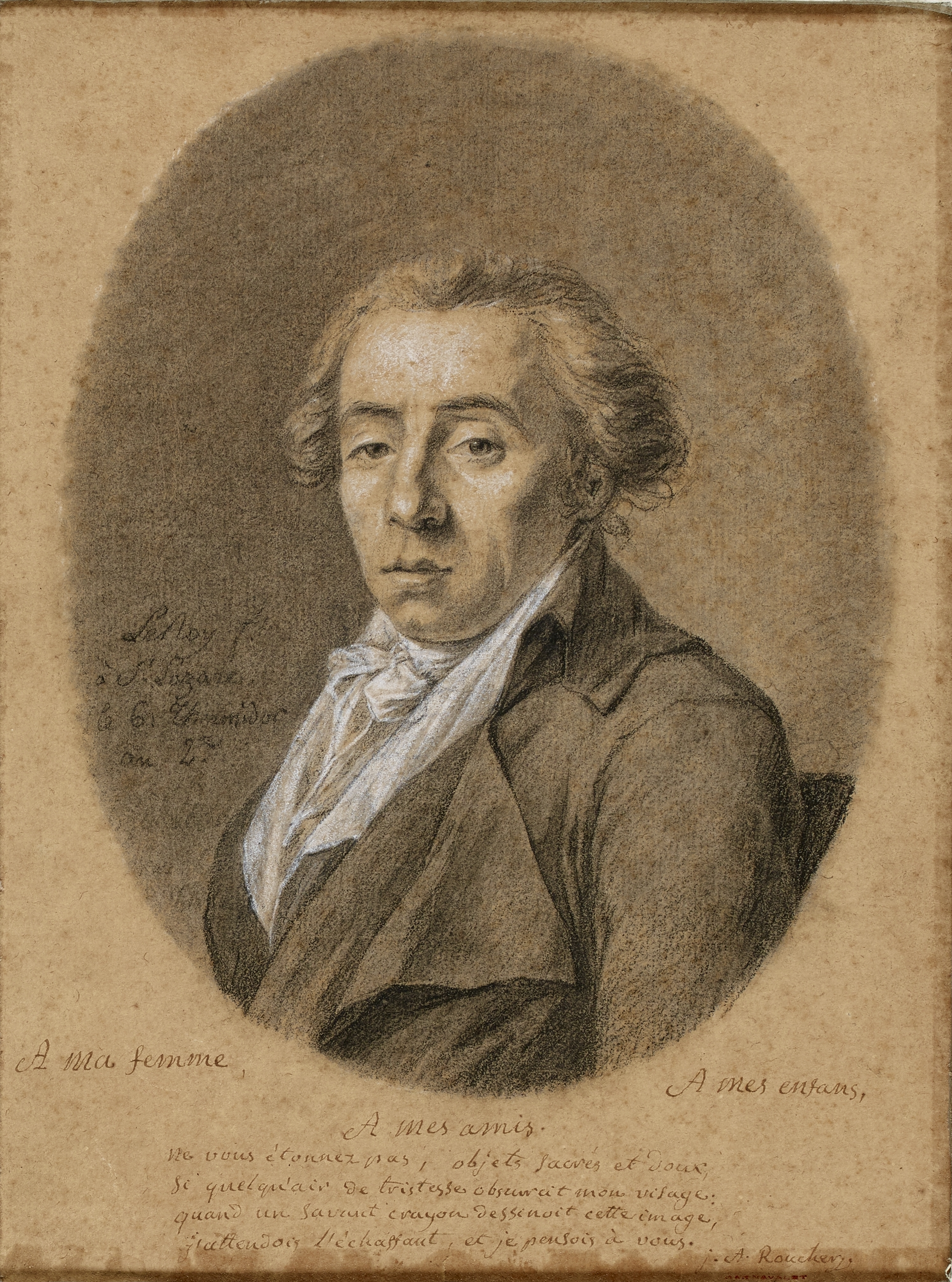
Jean-Antoine Roucher 1794 (Zeichnung von Joseph-François Le Roy)

Jean-Antoine Roucher (* 22. Februar 1745 in Montpellier; † 25. Juli 1794 in Paris) war ein französischer Schriftsteller.

## Leben und Werk
Jean-Antoine Roucher sollte eigentlich in Paris Theologie studieren, wandte sich aber stattdessen der philosophisch inspirierten Dichtung zu. 1770 zog er mit dem Werk Les Muses patriotiques ou Poème sur le mariage de Monseigneur le Dauphin die Aufmerksamkeit von Turgot auf sich, der ihm eine Stelle als Steuereinnehmer in Montfort-l’Amaury verschaffte. Dort schrieb er das dem Genre der deskriptiven Lyrik (Jahreszeitenlyrik) zuzurechnende, 800 Seiten umfassende Lehrgedicht (französisch: poésie didactique) Les Mois (Die Monate), das zu einem der größten Dichtungserfolge zwischen Pierre de Ronsard und Victor Hugo wurde und seit 2018 in moderner Ausgabe vorliegt. Als Verteidiger der konstitutionellen Monarchie wurde er im Laufe der Französischen Revolution eingekerkert und zusammen mit André Chénier guillotiniert. Seine Briefe aus dem Gefängnis wurden postum veröffentlicht.

## Werke (Auswahl)
- (1779) Les mois. Poème, en douze chants. Hrsg. Marie Breguet. Classiques Garnier, Paris 2018. (kritische Ausgabe)
- (Übersetzer) Adam Smith: Recherches sur la nature et les causes de la richesse des nations. 4 Bde. Buisson, Paris 1790–1791.
- Consolations de ma captivité, ou Correspondance de Roucher, mort victime de la tyrannie décemvirale, le 7 thermidor, an 2 de la République française. H. Agasse, Paris 1797.